# V547 Возничего
V547 Возничего (лат. V547 Aurigae) — одиночная переменная звезда в созвездии Возничего на расстоянии приблизительно 6506 световых лет (около 1995 парсеков) от Солнца. Видимая звёздная величина звезды — от +14,54m до +14,46m.

## Характеристики
V547 Возничего — жёлто-белая переменная звезда типа Гаммы Золотой Рыбы (GDOR:) спектрального класса F. Радиус — около 2,06 солнечных, светимость — около 5,493 солнечных. Эффективная температура — около 6156 K.